# Tim Robinson (cartógrafo)
Tim Robinson (Yorkshire, 1935 - Londres, 3 de abril de 2020) fue un escritor y cartógrafo inglés. 

## Primeros años y educación
Nacido en Yorkshire,  estudió matemáticas en la Universidad de Cambridge.

## Carrera
Después de una carrera como artista visual en Estambul, Viena y Londres, se estableció en las Islas Aran, frente a la costa del condado de Galway, y comenzó un estudio detallado del paisaje de la Región Oeste, Irlanda. Ganó dos Irish Book Awards por sus libros sobre Connemara. 
Robinson produjo mapas de las islas Aran, Connemara y Burren en el condado de Clare; estos fueron publicados por Folding Landscapes, la impronta que él y su esposa Máiréad recorrieron desde su base de Roundstone. 
Su estudio de dos volúmenes de las Islas Aran, Stones of Aran, es un compendio muy apreciado de la tradición topográfica y cultural, descrito por Michael Viney como "Una de las obras literarias más originales, reveladoras y estimulantes jamás producidas en Irlanda". Stones of Aran: Pilgrimage sigue la forma de una exploración costera, mientras que Stones of Aran: Labyrinth explora el interior. 
Su trabajo más reciente fue la publicación de un estudio de tres volúmenes de Connemara llamado Listening to the Wind, A Little Gaelic Kingdom y The Last Pool of Darkness. Fue miembro de la organización artística irlandesa Aosdána.
Tim Robinson ganó dos premios irlandeses del libro: el libro del año 2007 de no ficción irlandés Argosy para Connemara: Listening the Wind y el Mejor Libro del Año 2011 de Servicios Educativos Internacionales de Irlanda para Connemara: A Little Gaelic Kingdom.

## Vida personal
Robinson murió en el Hospital St Pancras el 3 de abril de 2020 a la edad de 85 años, como resultado de COVID-19 durante la pandemia en el Reino Unido. Falleció dos semanas después de la muerte de su esposa y colaboradora Mairéad Robinson.

## Publicaciones principales
- Stones of Aran: Pilgrimage (The Lilliput Press, 1986)
- Connemara: A One-Inch Map, with Introduction and Gazetteer (Folding Landscapes, 1990)
- Stones of Aran: Labyrinth (Lilliput Press, 1995)
- Oileáin Arann: A Map of the Aran Islands, with a Companion to the Map (Folding Landscapes, 1996)
- Setting Foot on the Shores of Connemara (The Lilliput Press, 1996)
- The Burren: A Map of the Uplands of North-West County Clare (Folding Landscapes, 1999)
- My Time in Space (The Lilliput Press, 2001)
- Tales and Imaginings (The Lilliput Press, 2002)
- Connemara: Listening to the Wind (Penguin Ireland, 2006)
- Connemara: The Last Pool of Darkness (Penguin Ireland, 2008)
- Connemara: A Little Gaelic Kingdom (Penguin Ireland, 2011)

### Comentarios
- crítica de Connemara: Escuchando el viento por Joseph O'Connor, Guardian
- revisión de Rock of Ages por Robert Macfarlane, Guardian

- Datos: Q7804179